# Општина Балаушери (Муреш)
Балаушери (рум. Bălăuşeri) општина је у Румунији у округу Муреш.
Oпштина се налази на надморској висини од 443 m.